# Fuglene over sundet
Fuglene over sundet er en dansk dramafilm fra 2016, instrueret af Nicolo Donato. Inspirationen til filmen har Donato fra sin egen familie. Hans farfar var bådebygger i fiskerbyen Gilleleje, hvorfra mange jøder sejlede i sikkerhed til det neutrale Sverige. Store dele af filmen er optaget i Gilleleje på kirkeloftet, i den gamle bydel, der lige bortset fra moderne gadebelysning stod som en færdig kulisse for en række af optagelserne samt på Gilleleje Havn. Noget af filmen blev også optaget i Maribo, hvor lokale medvirkede som statister. En stor del af filmen er optaget med håndholdt kamera og Det Danske Filminstitut støttede produktionen med 6,8 mio. kr.
Fuglene over sundet er inspireret af virkelige hændelser i Gilleleje i oktober 1943. På rollelisten er bl.a. Danica Curcic, David Dencik, Laura Bro, Jacob Cedergren, Nicolas Bro, Signe Egholm Olsen, Mikkel Boe Følsgaard og Lars Brygmann.

## Handling
Året er 1943, og Arne Itkin er en berømt jødisk jazzmusiker, der bor i København sammen med sin kone Miriam og deres 5-årige søn Jacob. Der begynder at gå rygter om, at tyskerne vil deportere alle danske jøder, og da det bliver en realitet, må familien flygte fra deres hjem. De får at vide, at de kan blive sejlet til Sverige fra Gilleleje af lokale fiskere, men lokale kollaboratører og Gestapo kommer hurtigt på sporet af dem. Nu handler det om overlevelse for den lille familie, som håber at de mennesker, der kan hjælpe, er til at stole på.

## Medvirkende
- David Dencik som Arne Itkin
- Danica Curcic som Miriam Itkin
- Jakob Cedergren som N.B. Lund Ferdinandsen
- Nicolas Bro som Kaj
- Laura Bro som Kathrine Ferdinandsen
- Mikkel Boe Følsgaard som Jørgen
- Marijana Jankovic som Julie Levy
- Lars Brygmann som Pastor Kjeldgaard
- Morten Suurballe som Stærh